# 佐久間進
佐久間 進（さくま すすむ、1935年9月26日 -  2024年9月20日）は、日本の実業家。株式会社サンレーの名誉会長及び、サンレーグループ名誉会長を務めた。
作家の一条真也（本名＝佐久間庸和）は長男である。

## プロフィール
1935年、千葉県富津市生まれ。國學院大學文学部に入学、樋口清之教授の影響で民俗学に関心を抱く。大学卒業後、大手自動車販売会社勤務を経て、ホテルサービス業の経営を学ぶため国際ホテル学校に入学。同校を卒業後、1962年に小倉市（現：北九州市小倉北区）にある松柏園ホテルに入社。岳父となる栗田光十郎とともにホテル経営を行う。
1966年に北九州市冠婚葬祭互助会の看板を掲げ、冠婚葬祭互助会事業をスタートさせる。社名を(株)サンレーと改めて代表取締役社長に就任し、相互扶助―思いやりの心と礼を基盤に全国的な事業活動を展開。2001年には(株)サンレーの代表取締役社長を長男の佐久間庸和に引継ぎ、サンレーグループ会長に就任。1973年には（社）全日本冠婚葬祭互助協会（全互協）の初代会長に就任し、互助会事業法制化に尽力し、過渡期の互助会業界を軌道に乗せることに心血を注いだ。
また、日本における冠婚葬祭の基本となる小笠原流礼法を32世宗家・小笠原忠統より学び、1979年には日本儀礼文化協会（現在はNPO法人）を設立し、会長となる。1998年に新時代の礼法を追求した「実践礼道小笠原流」を立ち上げ、会長となる。
さらに、中国訪問の際に目にした気功に深い関心を抱き、1991年に九州国際気功協会を設立。日本における気功文化の普及に尽力し、サンレーの朝礼にも取り入れ、独自の「産霊気功」を編み出した。
1994年には、（社）北九州市観光協会会長に就任。北九州市の観光都市としての発展、サービス力の向上のために「百万にこにこホスピタリティ運動」を展開。優れ たホスピタリティ活動をした市民、企業、団体を表彰する仕組みを作り、遠来の客を温かく迎える風土づくりを全市民的に広げた。
2003年には（社）日本観光旅館連盟（日観連）会長に就任し、日観連加盟支部の活性化、旅行形態の変化に対応した宿泊業界の意識転換、ホスピタリティ運動の全国展開などを強調し、観光立国政策を推進する政府と共に、外国人旅行者を迎え入れるための活動を精力的に行った。
また近年では、1999年フランス・パリで生まれた近隣の住民同士が親睦を深める食事会である「隣人祭り」に注目。NPO法人ハートウェル21の会長として、地域コミュニティを再生するために、全国各地で隣人祭りを積極的に開催している。さらには、日本人の婚姻数の減少を憂慮して、結婚相手を求めている未 婚者のためのセミナー「婚活塾」を開催するなど、一貫して地域住民の絆作り、地域社会の発展のための活動を精力的に行っている。
2013年、天道館を開設。隣人祭りの拠点として、また高齢者の生涯学習施設として「平成の寺子屋」づくりに着手。
2024年9月20日死去。88歳没。

## 略歴
- 1959年3月 - 國學院大學文学部卒業
- 1962年3月 - 東京YMCA国際ホテル専門学校卒業
- 1962年4月 - 松柏園ホテル 取締役支配人就任
- 1966年11月 - 北九州市冠婚葬祭互助会設立
- 1971年11月 -（株）サンレー（北陸）設立 代表取締役社長就任
- 1973年6月 - （株）サンレー（沖縄）設立 代表取締役社長就任
- 1973年10月 -（社）全日本冠婚葬祭互助協会 会長就任
- 1974年2月 - （株）サンレー（北九州）設立 代表取締役社長就任
- 1975年10月 - 松柏園ホテル 代表取締役社長就任
- 1981年8月 - 紺綬褒章受章
- 1994年5月 - （社）北九州市観光協会 会長就任
- 1999年11月 - 藍綬褒章受章
- 2001年9月 - （株）サンレー 代表取締役社長辞任
- 2001年10月 - サンレーグループ 会長就任
- 2003年6月 - （社）日本観光旅館連盟 会長就任
- 2007年11月 - 旭日小綬章受章
- 2023年12月 - サンレーグループ 会長辞任
- 2024年1月 - サンレーグループ 名誉会長就任

## 役職
- サンレーグループ - 名誉会長
- 一般社団法人 全日本冠婚葬祭互助協会 - 顧問（初代会長）
- 一般社団法人 日本旅館協会 九州支部連合会 - 相談役（前日観連 会長）
- 公益社団法人 北九州市観光協会 - 顧問（元会長）
- 一般財団法人　國學院大學院友会福岡県支部 - 顧問
- 特定非営利活動法人　国際武道院 - 相談役
- 公益財団法人 西日本産業コンベンション協会 - 評議員
- 日本商工会議所 - 観光専門委員
- 東京YMCA国際ホテル専門学校 - 校友会会長
- 北九州商工会議所観光サービス部会 - 部会長
- 北九州ホテル旅館組合連合会 - 会長
- NPO法人 日本儀礼文化協会 - 会長
- NPO法人 ハートウェル21・日中国際気功協会 - 会長
- 学校法人 國學院大學柔道部後援会 - 副会長
- 第一交通産業株式会社 - 監査役

## 叙勲・褒章・賞

### 叙勲
- 2007年11月3日 - 旭日小綬章受章

### 褒章
- 1981年8月26日 - 紺綬褒章受章
- 1999年11月3日 - 藍綬褒章受章
- 2013年11月16日 - 交通栄誉章受章

### 賞
- 1992年10月23日 - 厚生大臣表彰
- 1993年8月5日 - 福岡県観光功労賞
- 1993年10月14日 - 労働大臣表彰
- 1997年4月22日 - 運輸大臣表彰
- 1998年5月23日 - 郵政大臣表彰
- 2004年2月10日 - 北九州市産業経済功労賞
- 2013年1月16日 - 警察庁長官表彰

## 特技
- 柔道 7段教士
- 合気道 3段
- 草月流華道師範
- 小笠原流礼法糾方的伝総師範
- 小笠原流煎茶師範
- 瓢流小唄名取"寿桑"

## 著書
- 『婚礼の心、葬祭の心』（評言社）－１９７７年１月１０日
- 『しきたり文化の再発見』（はあとぴあ出版）－１９８１年１月５日
- 『ビジネスマナー・新小笠原流のすすめ』（講談社）－１９８６年２月２６日
- 『結婚の準備と礼式』（永岡書店）－１９８７年１０月５日
- 『この成熟の時代を、どう生きる』（創思社出版）－１９８８年１１月３日
- 『思いやりの作法』（毎日新聞社）－１９９９年１月１５日
- 『日本人のための礼法』（日本儀礼文化協会）－１９９９年１０月1日
- 『冠婚葬祭しきたり百科』（永岡書店）－１９９９年１１月１０日
- 『わが人生の「八美道」』（現代書林）－２００７年１１月３日
- 『佐久間塾』（日本儀礼文化協会）－２０１１年１１月１８日
- 『人間尊重の「かたち」』（ＰＨＰ研究所）－２０１４年８月５日
- 『礼道の「かたち」』（ＰＨＰ研究所）－２０１７年１０月２７日

## 共著
- 『経営トップが示す「一日一言」～仕事と人生を支えることば三六六』（PHP研究所）
- 『経営トップが綴る我が社の行動指針』（PHP研究所）
- 『次代を担う君たちへ』（PHP研究所）
- 『経営・仕事のものさし』（PHP研究所）
- 『経営トップが綴る「一日一話」～仕事と人生を考える三六六の視点』（PHP研究所）
- 『いま、何をなすべきか』（PHP研究所）
- 『トップが綴る「一日一話」～私を変えた出来事』（PHP研究所）
- 『仕事の指針 心の座標軸～私を支えた言葉』（PHP研究所）

## 佐久間進についての書籍
- 『礼を売る男～一兆円産業をめざす佐久間進』安藤輝国著（浪速社）
- 『太陽を追う男～現代の求道者　佐久間進一代記』山崎匠著（スポーツ報知西部本社）
- 『ビジネス裏極意』荒俣宏著（マガジンハウス）
- 『商神の教え～ビジネス裏極意』荒俣宏著（集英社文庫）
- 『聖地への旅～精神地理学事始』鎌田東二著（青弓社）
- 『心の中の「星」を探す旅』鎌田東二&鏡リュウジ著（PHP研究所）

## 関連人物
- 一条真也（佐久間庸和）